# Ornowski Travel Rumia
Ornowski Travel Sp. z o.o. - przedsiębiorstwo zajmujące się usługami związanymi z rozkładowym transportem pasażerskim i transportem w komunikacji miejskiej. Działalność z dziedziny komunikacji miejskiej uruchomiono w 2001 r. przejmując od PA Gryf obsługę linii 05/805. Do tych linii przeznaczone było fabrycznie nowe Volvo 7011. Wkrótce przedsiębiorstwo wygrało przetarg na obsługę linii 181. To zmusiło właściciela do zakupu kolejnego niskopodłogowego pojazdu. Do roku 2010 przedsiębiorstwo obsługiwało na zlecenie ZKM Gdynia linie: S, 181, 191, K, X i 159.